# 大熊崇子
大熊 崇子（おおくま たかこ）は、日本の作曲家。

## 人物
埼玉県出身。東京芸術大学音楽学部作曲科卒業。昭和60年度笹川賞合唱曲部門第1位受賞。東京芸術大学オペラ研究部非常勤講師。

## 代表作品
()内の人物は作詩者。
- 混声合唱
  - 混声合唱組曲「それは待っている！」(立原道造)
  - 卒業(平野祐香里)
  - さくら(御木白日)
  - 風にふかれて(岩沢千早)
  - 大空のドーム(岩沢千早)
  - じゃあね(谷川俊太郎)
  - 心に海を(麻稀彩左)
  - うたふようにゆつくりと･･････(立原道造)
  - 赤いカンナ(新川和江)
  - 素直なままに(愛里恭加)
  - 生きる(谷川俊太郎)
  - 春のために(大岡信)
  - 上総の勝浦(与謝野晶子)
  - 朝(谷川俊太郎)

- 女声合唱
  - 女声合唱組曲「子供時代」(茨木のり子)
  - 同声合唱曲集「あそぶ神々」
  - さくら(御木白日)
  - ガラスの瞳(吉原幸子)
  - 花色カメレオン(工藤直子)
  - 羊(堀真由美)
  - うたうやうにゆつくりと･･････(立原道造)
  - 繭の中の住人(白石和子)
  - みえない時計(神沢利子)
  - ひみつ ―無伴奏同声合唱のための―(谷川俊太郎)
  - 木の影(岸田衿子)
  - 小さくても大きい(片岡輝)
  - メロスのようにひた走れ(西世紀)

- NHK全国学校音楽コンクール課題曲
  - この世の中にある（石垣りん／混声・女声・男声。第66回（1999年度）NHK全国学校音楽コンクール高等学校の部課題曲）
  - 予感（片岡輝／混声・女声。第69回（2002年度）NHK全国学校音楽コンクール中学校の部課題曲）
  - 希望のひかり（遊佐未森／同声。第79回（2012年度）NHK全国学校音楽コンクール小学校の部課題曲）
  - わたしはこねこ　(角野栄子/同声。第86回(2019年度)NHK全国学校音楽コンクール小学校の部課題曲）